# Шарапа, Виктор Фёдорович
Виктор Фёдорович Шарапа (1 июня 1936, Кудашевка, Днепропетровская область — 13 июня 2022) — советский и украинский историк, кандидат исторических наук (1969), профессор (1992). Заслуженный работник народного образования Украины (1999).

## Биография
Родился 1 июня 1936 года на станции Кудашевка Щорского (Криничанского) района Днепропетровской области.
Учился на историко-филологическом факультете Крымского государственного педагогического института имени М. В. Фрунзе. В 1958—1959 учебном году написал научную работу «Развитие виноградарства и виноделия в Крыму в конце XVIII — первой половине XIX века», основанную на архивных исследованиях. После выпуска в 1960 году работал в комитете комсомола института, в Крымском обкоме ВЛКСМ, методистом в Крымском училище культуры. В 1966 году поступил в аспирантуру Днепропетровского государственного университета имени 300-летия воссоединения Украины с Россией, где в 1969 году защитил кандидатскую диссертацию «Сельские Советы Украины в восстановительный период (1921—1925 гг.): На материалах Украины» (научный руководитель — д. и. н., профессор В. Я. Борщевский).
В 1969—1970 году — старший преподаватель кафедры истории СССР и УССР Днепропетровского государственного университета. В 1970 году вернулся в alma mater на должность доцента кафедры истории КПСС. С 1972 по 1977 — доцент кафедры истории УССР, в 1977—1980 годах — декан исторического факультета. С 1982 по 2014 год — заведующий кафедрой истории Украины и специальных исторических дисциплин. Одновременно в 1980—1999 годах работал проректором по учебной работе, с 1999 по 2012 год — первым проректором Таврического национального университета имени В. И. Вернадского.
По инициативе и при участии В. Ф. Шарапы были обновлены и оснащены современной аппаратурой учебные, исследовательские лаборатории и аудитории, организована подготовка студентов по 12 новым специальностям, открыта кафедра украиноведения (1993).
С 2014 — на пенсии.
Скончался 13 июня 2022 года.

## Общественная деятельность
- Ответственный работник Крымского обкома ВЛКСМ (1960—1965)
- Член президиума крымской областной организации общества «Знание» (1965—1968)
- Член президиума крымского областного Комитета народного контроля (1963—1965)
- Председатель правления Крымского отделения Советского комитета защиты мира (1985—1991)
- Член редакционной коллегии научного журнала «Крымский архив»[2][3]
- Член аттестационной комиссии Министерства образования Автономной Республики Крым[9]

## Научная деятельность
Научные труды посвящены истории Украины и Крыма, Таврического университета. Под руководством историка защищено четыре кандидатские диссертации. Автор ряда монографий, учебников, пособий и научных статей. Оказывал содействие деятельности Малой академии наук Крыма «Искатель», организовывал отбор одарённой молодёжи на педагогические специальности университета. В 2003 году по инициативе В. Ф. Шарапы стала проходить научная конференция «История Таврического университета в личностях».

## Награды и звания
- Орден «За заслуги» III степени (2004)[12]
- Нагрудный знак «Пётр Могила» Министерства образования Украины (2006)
- Почётный знак Международного межакадемического союза «За достижения в развитии университетского образования»
- Медаль «Ветеран труда»
- Отличник образования Украины (1996)
- Заслуженный работник народного образования Украины (1999)[13]
- Заслуженный работник образования Автономной Республики Крым (2006) — за значительный личный вклад в развитие образования Автономной Республики Крым, многолетний добросовестный труд, высокое профессиональное мастерство и в связи с 70-летием со дня рождения[14]
- Заслуженный профессор Таврического национального университета имени В. И. Вернадского (2009)
- Заслуженный профессор Крымского федерального университета имени В. И. Вернадского (2016)
- Почётный знак имени В. И. Вернадского (2016)[15]

## Основные труды
- Село крокує до комунізму (укр.). — Дніпропетровськ, 1974. — 120 с.
- Очерки истории Симферопольского государственного университета (1918—1993) / авт.-сост. В. Ф. Шарапа, В. Г. Ена, А. Ф. Переход, С. Г. Кащенко, П. И. Гарчев. — Симферополь: Таврия, 1993. — 414 с.
- Лашков Ф. Ф. — краевед Крыма / В. Ф. Шарапа,  А. А. Непомнящий // Материалы по археологии, истории и этнографии Таврии. — 1993. — Вып. III. — С. 175—181.
- Крымское краевое правительство Сулькевича / К. К. Линёв, В. Ф. Шарапа // Материалы по археологии, истории и этнографии Таврии. — 1996. — Вып. V. — С. 226—234.
- Таврический губернатор А. И. Казначеев / В. Ф. Шарапа, А. А. Непомнящий // Культура народов Причерноморья. — 1997. — № 2. — С. 226—229.
- Из истории журнальной периодики: журнал «Крым» (1925—1927 гг.) / Л. C. Моисеенкова, В. Ф. Шарапа // Материалы по археологии, истории и этнографии Таврии. — 2000. — Вып. VII. — С. 393—400.
- Памятная книга: ветераны Великой Отечественной войны — преподаватели, аспиранты и сотрудники Таврического университета — Крымского университета — Крымского педагогического института — Симферопольского государственного университета — Таврического национального университета им. В. И. Вернадского / ред. Н. В. Багров, В. Ф. Шарапа, В. Г. Ена. — Симферополь, 2000. — 74 с.
- Профессора Таврического национального университета (1918—2000) / под ред. Н. В. Багрова, В. Г. Ены, В. Ф. Шарапы, Д. П. Урсу. — Киев: Либiдь, 2000. — 146 с.
- Таврический национальный университет: Учебное пособие для студентов высших учебных заведений / Н. В. Багров, В. Ф. Шарапа, Б. А. Вахрушев. — Киев: Либiдь, 2001. — 163 с.
- История Таврического университета. 1918—2003 / В. Н. Бержанский, Н. Е. Дементьев, Н. Ф. Громова, В. Г. Ена, А. В. Ишин, С. Г. Кащенко, Л. Л. Кузьмина, В. В. Лавров, В. В. Милюков, А. А. Непомнящий, А. Ф. Переход, В. О. Роман, В. Ф. Шарапа. — Киев: Либiдь, 2003. — 246 с.
- Таврический университет: документы и материалы / сост. Н. В. Багров, В. Ф. Шарапа, Г. Ю. Богданович; ред. С. В. Головко. — Киев: Либiдь, 2008. — 288 с.
- Таврический университет : времена и люди : 90 лет служения науке / рук. проекта Н. В. Багров; сост. В. Н. Бержанский, В. Ф. Шарапа, Г. Ю. Богданович; ред. С. В. Головко. — Киев: Либiдь, 2008. — 294 с.